# یاسوتاکا اوچیاما
 یاسوتاکا اوچیاما (انگلیسی: Yasutaka Uchiyama؛ زادهٔ ۵ اوت ۱۹۹۲) یک تنیس‌باز است.